# 金城银行青岛分行
36°04′02.2″N 120°18′44.6″E / 36.067278°N 120.312389°E
金城银行青岛分行旧址位于中国山东省青岛市市南区河南路17号，河南路肥城路路口东南角，建成于1935年，建筑师陆谦受设计，现为市南区中山路街道河南路社区卫生服务中心，为山东省文物保护单位青岛中山路近代建筑的一部分。

## 历史
金城银行青岛分行成立于1931年6月15日，最初设于天津路，由总经理处拨给营运基金30万元，设商业、储蓄两部，分别经营存放、汇兑和储蓄业务，经理孙汝为。同年9月22日设立山东大学办事处，11月在冠县路设仓库。
1932年，青岛市政府将中山路第四公园的土地放租给6家中资银行及青岛银行公会用于建设新楼，金城银行在地块西北角的河南路肥城路路口新建大楼，设计者为建筑师陆谦受，建筑师梁华生参与施工图设计，1934年4月设计（设计图纸标注4月27日），1935年9月10日竣工。同年10月迁入新楼办公，金城银行创办的太平水火保险公司也曾在此办公。
1938年1月日军占领青岛后，金城银行青岛分行改为支行，归天津分行管辖。1947年3月，青岛支行恢复为分行，经理陈图南，直属总经理处。1949年青岛解放后该行继续营业，增设国外业务部。1952年12月并入公私合营银行青岛分行。此后该楼曾先后为市南区第一医院、市南区人民医院分院、青岛市商业银行河南路支行所使用，现为市南区中山路街道河南路社区卫生服务中心。2000年，该建筑列入第一批青岛市历史优秀建筑名单。2006年12月7日，该建筑成为山东省文物保护单位青岛中山路近代建筑的一部分。2021年9月至12月，包括该建筑在内的该地块所有旧银行建筑经历外立面修缮，包括外墙清洗、外墙面材质修复、门窗更换等。

## 建筑特色

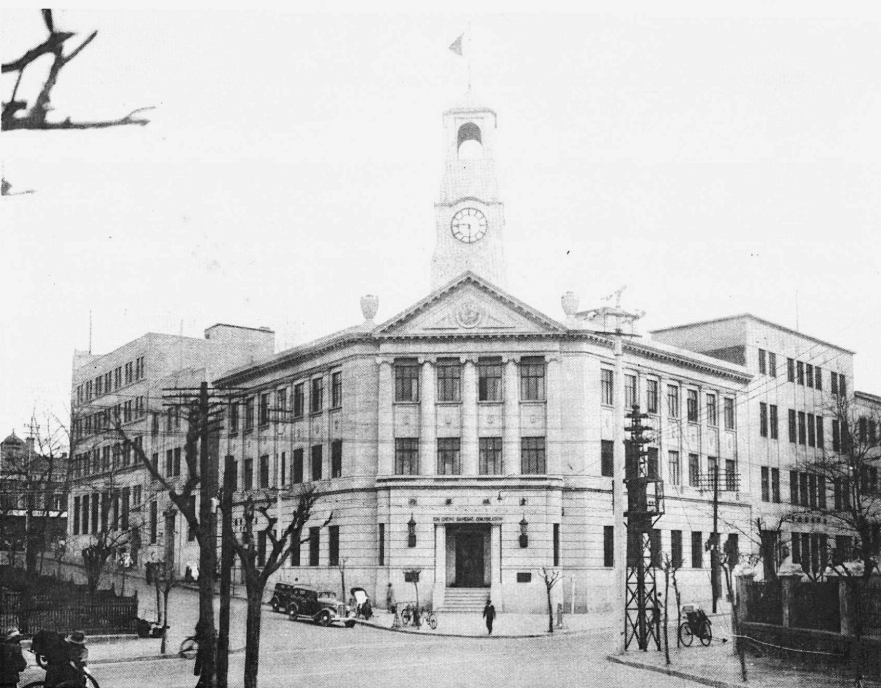
金城银行青岛分行旧影

金城银行青岛分行旧址占地面积802平方米，建筑面积2190.9平方米，钢筋混凝土结构，地上3层，地下1层。建筑中段朝向路口，沿街道伸出两翼。外墙花岗岩方石砌基，花岗岩方石板贴面。以大面积宽厚实墙形成基座，一层以横向凹缝装饰。中段一层开方形门洞，为主入口，两侧设青铜壁灯。二、三层为通高两层的爱奥尼壁柱，中央三根为半圆形，两侧两根为方形，托起三角山墙，形成希腊神庙样式。山墙上为钟楼，高约12米，形成夸张的构图中心与壮观的街道对景。两翼以方形壁柱竖向划分，欧洲古典样式檐口。楼内一层为营业厅，二层为餐厅、会议室及其他办公用房，三层为员工宿舍，两翼尽端设有用于出租的独立办公室，配有独立的楼梯间。
该楼采用欧洲新古典主义风格，整体华丽典雅，尽管处于整个街区地势最低的位置，仍具有庄严大气的形象。该建筑与街区其他同时期建筑设计风格迥异，尤其与同由陆谦受设计的中国银行旧址形成对比。学者金山认为，此种差异与业主需求有关，金城银行各分行建筑均采用欧洲新古典主义风格，以凸显威严，加强客户对银行的信赖。而中国银行试图通过使用中国民族文化符号唤起民众认同感。